# Liste der Kulturdenkmäler in Hübingen
In der Liste der Kulturdenkmäler in Hübingen sind alle Kulturdenkmäler der rheinland-pfälzischen Ortsgemeinde Hübingen aufgeführt. Grundlage ist die Denkmalliste des Landes Rheinland-Pfalz (Stand: 21. Dezember 2021).

## Einzeldenkmäler
| Bezeichnung                           | Lage                   | Baujahr                           | Beschreibung                                                                                            | Bild                           |
| ------------------------------------- | ---------------------- | --------------------------------- | --- | ------------------------------ |
| Brunnen                               | Hauptstraße Lage       | 19. Jahrhundert                   | Laufbrunnen, 19. Jahrhundert; Inschriftenplatte, bezeichnet 1910                                        | Fotos hochladen                |
| Scheune                               | Hauptstraße 14 Lage    |                                   | Scheune                                                                                                 | Fotos hochladen                |
| Wohnhaus                              | Hauptstraße 26/28 Lage | erste Hälfte des 16. Jahrhunderts | Nr. 26 Ständerbau, erste Hälfte des 16. Jahrhunderts oder früher; Nr. 28 teilweise massiv, verkleidet   | Fotos hochladen                |
| Wohnhaus                              | Hauptstraße 27 Lage    | 17. oder 18. Jahrhundert          | Wohnteil eines Streckhofs, verkleidet, teilweise massiv, Fachwerk wohl aus dem 17. oder 18. Jahrhundert | Fotos hochladen                |
| Katholische Filialkirche St. Wendelin | Kapellenstraße 1 Lage  | 1808                              | Saalbau, 1808                                                                                           | weitere Bilder Fotos hochladen |
| Wohnhaus                              | Mehlstraße 3 Lage      |                                   | ehemalige Fachwerkscheune                                                                               | BW                             |
| Wohnhaus                              | Mehlstraße 5 Lage      |                                   | zum Wohnhaus umgebaute Fachwerkscheune                                                                  | Fotos hochladen                |
| Scheune                               | Mehlstraße 6 Lage      |                                   | ehemalige Fachwerkscheune                                                                               | BW                             |
| Wohnhaus                              | Mehlstraße 9 Lage      | 18. Jahrhundert                   | Fachwerkhaus, teilweise massiv, 18. Jahrhundert                                                         | Fotos hochladen                |